# Harald Kjøller
Harald Vilmer Kjøller (født 31. marts 1936 i Olsker, død  2. juni 2018) var en dansk politiker, der var borgmester og folketingsmedlem for Venstre. Harald Kjøller var borgmester i Allinge-Gudhjem Kommune fra 1986 til 31. december 2002 og sad i Folketinget fra 11. marts 1998 til 20. november 2001, valgt i Bornholms Amtskreds.
Harald Kjøller var medlem af VU's landsstyrelse 1964-66, medlem af Allinge-Gudhjem Kommunalbestyrelse fra 1982 og af Bornholms Amtsråd 1978-94. Han var viceamtsborgmester 1982-90, medlem af Bornholms Museums bestyrelse og formand for Østkraft fra 1990. Ligeledes var han medlem af kontaktrådet under Kommunernes Landsforening og af landsudvalget »Det skæve Danmark«.
I 2003 blev Harald Kjøller hædret af dronningen med ridderkorset af Dannebrogordenen.
Han døde 2. juni 2018, efter nogle måneders sygdom.